# Callopistria rotumensis
Callopistria rotumensis är en fjärilsart som beskrevs av Robinson 1975. Callopistria rotumensis ingår i släktet Callopistria och familjen nattflyn. Inga underarter finns listade i Catalogue of Life.